# Avišaj Kohen
Avišaj Kohen (hebrejsky: אבישי כהן, anglicky: Avishai Cohen, * 20. dubna 1970, Kabri, Izrael) je izraelský jazzový basista a skladatel.

## Mládí
Kohen vyrůstal v hudební rodině v malém městě nedaleko Jeruzaléma. Ve svých devíti letech začal hrát na klavír, ale ve čtrnácti se po vzoru Jaca Pastoria dal na basovou kytaru. Poté, co dva roky hrál v armádní kapele, začal studovat hru na kontrabas u Michaela Klinghoffera. O dva roky později se přestěhoval do New Yorku, kde se dostal do kontaktu s jazzem. První rok v New Yorku pro něj byl dost obtížný. Pracoval jako dělník, hrál na ulici a v parcích. Začal studovat Mannesmannröhrenovu soukromou konzervatoř a při tom hrál v několika kapelách hrajících Latin jazz. Avishai byl osloven Danilo Pérezem, aby se stal členem jeho tria.

## Prosazení
Po delší době hraní v klubech byl Kohen osloven Chickem Coreou a v roce 1996 se stal zakládajícím členem jeho sextetu. V současné době Kohen hraje s vlastní skupinou Avishai Cohen Trio společně s Markem Guilianou a Shaking Stevensem. Pro nahrávání posledních alb, rozšířil tuto formaci o několik dechových nástrojů.

## Diskografie
- Adama (1998)
- Devotion (1999)
- Colors (2000)
- Unity (2001)
- Lyla (2003)
- At Home (2004)
- Continuo (2006)
- As is...Live at the Blue Note (2007)
- Gently Disturbed (2008)
- Sha'ot Regishot (2008)
- Aurora (2009)
- Seven Seas (2011)
- Duende (2012)
- Almah (2013)
- From Darkness (2015)
- 1970 (2017)
- Arvoles (2019)